# 告朔
告朔（こうさく、こくさく）とは、中国・朝鮮・日本などで行われていた朝廷の儀式の一つ。

## 中国
「告朔」の原義は、「朔を告げる」ことである。古代中国では太陽太陰暦が用られており、この毎月の一日（朔日）を知らせることは、その月に行われるすべての行事の起点を示すことであり、重要な意義があった。そこで、毎月の一日に、先代の君主の宗廟に対し、本日は何月の一日である、と報告する儀式があった。
告朔の起源は古く、『論語』に孔子と子貢が告朔について議論したと記載されている。
孔子のいた魯の国においては、もとは君主が臨席のもと行われたが、文公の頃から、君主は臨席せず、形式的に餼羊（生贄の羊）を供えるだけの儀式になっていた。孔子の弟子の子貢は羊がもったいないとしてこの儀式を止めようとしたが、孔子はこれに反対し、羊を供えるという行為が残っていれば、告朔の儀礼が行うべき儀式として存在したことが伝えられる、と述べた。

## 日本
日本においては、中国の告朔の儀式を受容しながらも、内容に変化を生じた。
有位の文武官人が毎月1日（朔日）に朝庭に会し、諸司（それぞれの官司、役所）の前月の公文（律令制における公文書）を進奏し、天皇がこれを閲覧する儀礼。視告朔（こうさく）とも表記する。
757年（天平宝字元年）施行の『養老令』の衣服令によれば、告朔の際には朝服を着用することが定められていた。また、『令集解』（868年（貞観10年）ころ成立）引用の「古記」によれば、内舎人が朝庭に置かれた公文の案をもって内裏に参入し、大納言がそれを天皇に奏上するというかたちで進められていたことがわかる
これは本来、百官の朝政における前月分の勤めぶりと上日（上番の日、勤務日）の日数などを天皇が視る性格をもっていたものであったが、しだいに儀式化していった。